# Pjesma Eurovizije 1977.
Eurovizija 1977. je bila 22. Eurovizija održana 7. svibnja 1977. u Londonu. Voditeljica je bila Angela Rippon. Pobijedila je Marie Myriam za Francusku s pjesmom "L'oiseau et l'enfant" ( "Ptica i dijete"). Ovo je peta pobjeda Francuske, rekord Eurovizije koji je prešao Luksemburg 1983. i Ujedinjeno Kraljevstvo u 1997.

## Rezultati
| Broj | Zemlja                 | Jezik       | Pjevač                              | Pjesma                              | Pozicija | Bodovi |
| ---- | ---------------------- | ----------- | ----------------------------------- | ----------------------------------- | -------- | ------ |
| 1    | Irska                  | engleski    | The Swarbriggs Plus Two             | "It's Nice To Be In Love Again"     | 3        | 119    |
| 2    | Monako                 | francuski   | Michèle Torr                        | "Une petite française"              | 4        | 96     |
| 3    | Nizozemska             | nizozemski  | Heddy Lester                        | "De mallemolen"                     | 12       | 35     |
| 4    | Austrija               | njemački    | Schmetterlinge                      | "Boom Boom Boomerang"               | 17       | 11     |
| 5    | Norveška               | norveški    | Anita Skorgan                       | "Casanova"                          | 14       | 18     |
| 6    | Njemačka               | engleski    | Silver Convention                   | "Telegram"                          | 8        | 55     |
| 7    | Luksemburg             | francuski   | Anne-Marie B                        | "Frère Jacques"                     | 16       | 17     |
| 8    | Portugal               | portugalski | Os Amigos                           | "Portugal no coração"               | 14       | 18     |
| 9    | Ujedinjeno Kraljevstvo | engleski    | Lynsey De Paul i Mike Moran         | "Rock Bottom"                       | 2        | 121    |
| 10   | Grčka                  | grčki       | Paschalis, Marianna, Robert & Bessy | "Mathima Solfege" ("Μάθημα σολφέζ") | 5        | 92     |
| 11   | Izrael                 | hebrejski   | Ilanit                              | "Ahava Hi Shir Lishnayim"           | 11       | 49     |
| 12   | Švicarska              | njemački    | Pepe Lienhard Band                  | "Swiss Lady"                        | 6        | 71     |
| 13   | Švedska                | švedski     | Forbes                              | "Beatles"                           | 18       | 2      |
| 14   | Španjolska             | španjolski  | Micky                               | "Enséñame a cantar"                 | 9        | 52     |
| 15   | Italija                | talijanski  | Mia Martini                         | "Libera"                            | 13       | 32     |
| 16   | Finska                 | finski      | Monica Aspelund                     | "Lapponia"                          | 10       | 50     |
| 17   | Belgija                | engleski    | Dream Express                       | "A Million in One, Two, Three"      | 7        | 69     |
| 18   | Francuska              | francuski   | Marie Myriam                        | "L'oiseau et l'enfant"              | 1        | 136    |

| Pjesma Eurovizije | Pjesma Eurovizije |
| --- | ----------------- |
| |                   |
| 01956. • 1957. • 1958. • 1959. • 1960. 1961. • 1962. • 1963. • 1964. • 1965. • 1966. • 1967. • 1968. • 1969. • 1970. 1971. • 1972. • 1973. • 1974. • 1975. • 1976. • 1977. • 1978. • 1979. • 1980. 1981. • 1982. • 1983. • 1984. • 1985. • 1986. • 1987. • 1988. • 1989. • 1990. 1991. • 1992. • 1993. • 1994. • 1995. • 1996. • 1997. • 1998. • 1999. • 2000. 2001. • 2002. • 2003. • 2004. • 2005. • 2006. • 2007. • 2008. • 2009. • 2010. 2011. • 2012. • 2013. • 2014. • 2015. • 2016. • 2017. • 2018. • 2019. • 2020. 2021. • 2022. • 2023. • 2024. • 2025. |                   |

| Pjesma Eurovizije | Pjesma Eurovizije |
| --- | ----------------- |
| |                   |
| 01956. • 1957. • 1958. • 1959. • 1960. 1961. • 1962. • 1963. • 1964. • 1965. • 1966. • 1967. • 1968. • 1969. • 1970. 1971. • 1972. • 1973. • 1974. • 1975. • 1976. • 1977. • 1978. • 1979. • 1980. 1981. • 1982. • 1983. • 1984. • 1985. • 1986. • 1987. • 1988. • 1989. • 1990. 1991. • 1992. • 1993. • 1994. • 1995. • 1996. • 1997. • 1998. • 1999. • 2000. 2001. • 2002. • 2003. • 2004. • 2005. • 2006. • 2007. • 2008. • 2009. • 2010. 2011. • 2012. • 2013. • 2014. • 2015. • 2016. • 2017. • 2018. • 2019. • 2020. 2021. • 2022. • 2023. • 2024. • 2025. |                   |